# 徐有壬

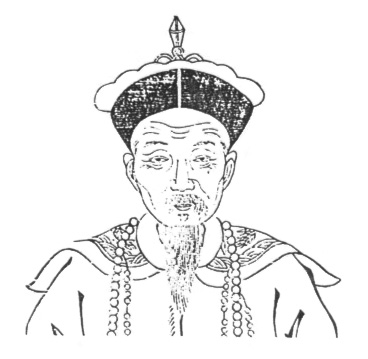
徐有壬

徐 有壬（じょ ゆうじん、Xu Youren、1800年 - 1860年12月21日）。字は君青または鈞卿。清末の官僚・数学家。
浙江省烏程（現在の湖州市）出身。1829年に進士となり、戸部主事、広東塩運使、雲南布政使、湖北布政使などを歴任。1855年、故郷に戻り湖州で団練を組織し、太平天国軍と戦った。1858年、江蘇巡撫となり、王韜と親しく交流した。太平天国軍が第二次江南大営攻略に成功し、蘇州を攻撃するようになると、陥落する直前に緑営兵の反逆に遭い殺害された。
数学家としても知られ、鄒伯奇・李善蘭・羅士琳・項名達・顧観光・夏鸞翔・戴煦とあわせて、晩清八大数学家と称される。